# 塞貝亞河
1°42′21″S 29°15′39″E / 1.705783°S 29.26083°E
塞貝亞河是盧旺達的河流，位於該國西部，處於西部省，發源自魯特西羅縣山區，最終注入基伏湖，河道全長110公里，流域面積286平方公里。